# Plužná
Plužná je obec v okrese Mladá Boleslav ve Středočeském kraji. Rozkládá se asi jedenáct kilometrů severozápadně od Mladé Boleslavi. Žije zde 267 obyvatel.

## Historie
První písemná zmínka o obci pochází z roku 1337.

## Obyvatelstvo
| Rok            | 1869 | 1880 | 1890 | 1900 | 1910 | 1921 | 1930 | 1950 | 1961 | 1970 | 1980 | 1991 | 2001 | 2011 | 2021 |
| -------------- | ---- | ---- | ---- | ---- | ---- | ---- | ---- | ---- | ---- | ---- | ---- | ---- | ---- | ---- | ---- |
| Počet obyvatel | 297  | 273  | 302  | 260  | 307  | 313  | 283  | 221  | 215  | 197  | 185  | 183  | 188  | 237  | 257  |
| Počet domů     | 49   | 48   | 53   | 54   | 58   | 58   | 62   | 65   | 59   | 59   | 51   | 65   | 66   | 76   | 92   |

## Obecní správa

### Územněsprávní začlenění
Dějiny územněsprávního začleňování zahrnují období od roku 1850 do současnosti. V chronologickém přehledu je uvedena územně administrativní příslušnost obce v roce, kdy ke změně došlo:
- 1850 země česká, kraj Jičín, politický okres Mladá Boleslav, soudní okres Bělá[6]
- 1855 země česká, kraj Mladá Boleslav, soudní okres Bělá[6]
- 1868 země česká, politický okres Mnichovo Hradiště, soudní okres Bělá[6]
- 1939 země česká, Oberlandrat Jičín, politický okres Mnichovo Hradiště, soudní okres Bělá pod Bezdězem[7]
- 1942 země česká, Oberlandrat Praha, politický okres Mladá Boleslav, soudní okres Bělá pod Bezdězem[8]
- 1945 země česká, správní okres Mnichovo Hradiště, soudní okres Bělá pod Bezdězem[9]
- 1949 Liberecký kraj, okres Doksy[10]
- 1960 Středočeský kraj, okres Mladá Boleslav[11]
- k 1. lednu 1978 Středočeský kraj, okres Mladá Boleslav, obec Čistá[12]
- k 24. listopadu 1990 Středočeský kraj, okres Mladá Boleslav[12]

### Obecní symboly
Obecní znak a vlajka s radlicí (pluhem; mluvící znamení) a zlatým lvem na modrém poli (rodové barvy Valdštejnů, vlastníků panství od druhé poloviny 17. století) byly obci uděleny rozhodnutím předsedy Poslanecké sněmovny Parlamentu České republiky dne 17. dubna 2009.

## Doprava
Silniční doprava
- Obcí prochází silnice II/272 Benátky nad Jizerou - Bezno - Plužná - Bělá pod Bezdězem.

Železniční doprava
- Železniční stanice na území obce není. Okrajem území obce vede trať 080 Bakov nad Jizerou - Česká Lípa. Nejblíže obci je železniční stanice Bělá pod Bezdězem ve vzdálenosti tři kilometry ležící na trati 080 z Bakova nad Jizerou do České Lípy.

Autobusová doprava
- Obcí projížděly v pracovních dnech května 2011 autobusové linky:
- Mladá Boleslav-Plužná-Bělá pod Bezdězem,Březinka (2 spoje tam i zpět),
- Bělá pod Bezdězem-Březovice-Bělá pod Bezdězem,Bezdědice (5 spojů tam, 4 spoje zpět) a
- Bělá pod Bezdězem-Bezno-Praha (1 spoj tam i zpět) (dopravce TRANSCENTRUM bus, s.r.o.) [14]

## Pamětihodnosti
- Zvonička z počátku 19. století. Má čtvercový základ, zděná, se stanovou střechou a čtvercovou lucernou krytou cibulovitou báňkou.[15]

## Galerie

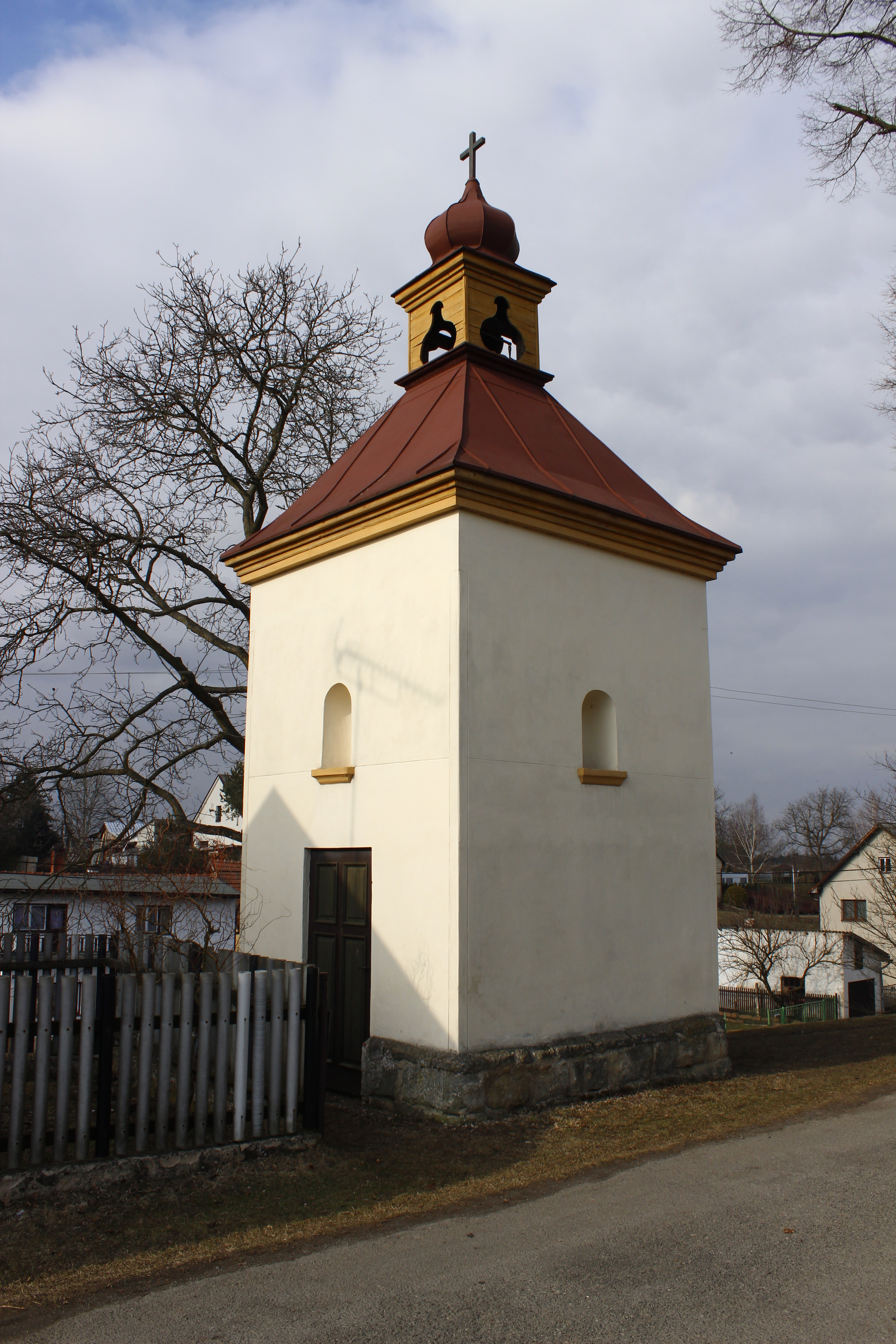
Zvonička od jihu
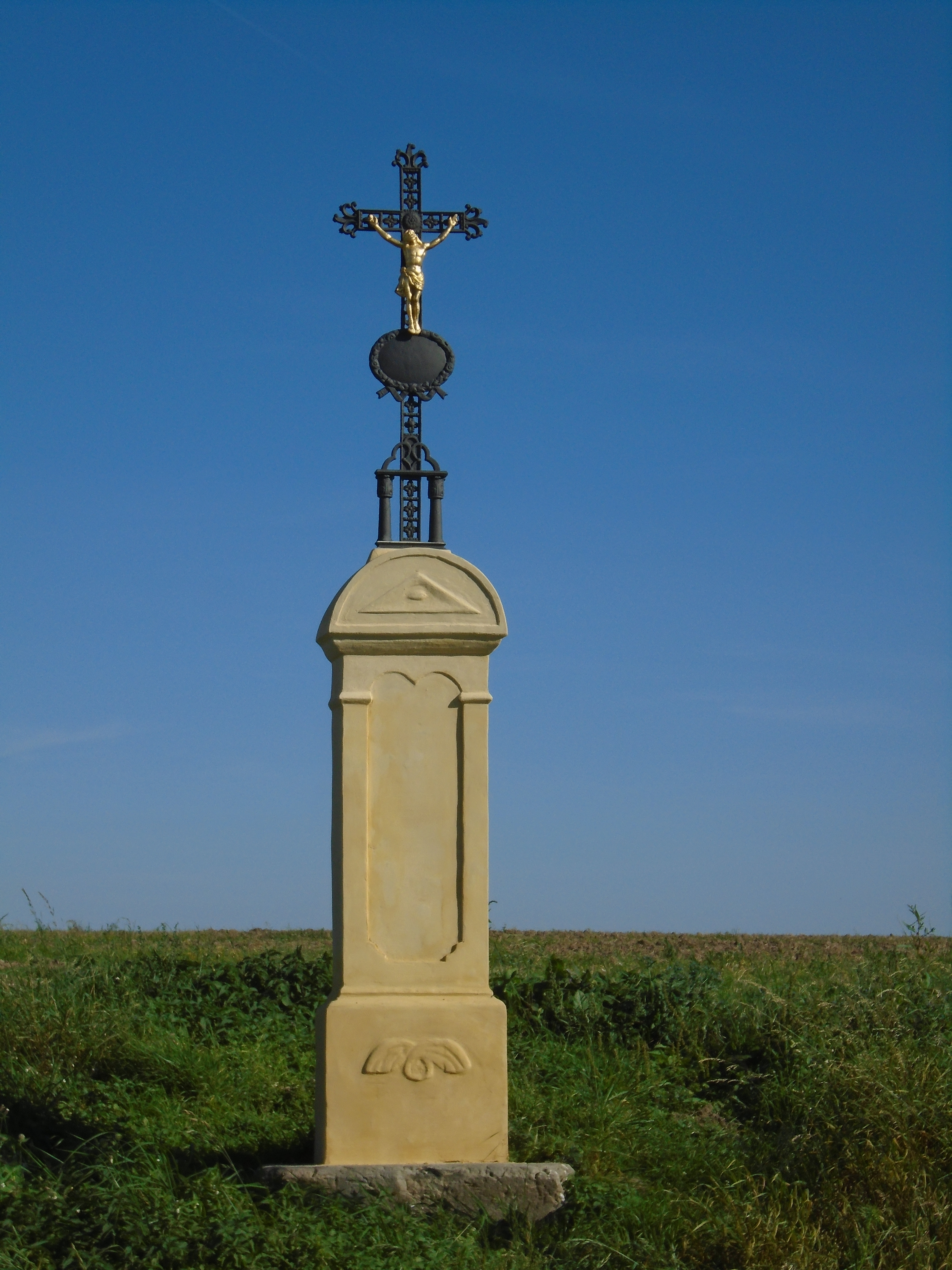
Kříž u silnice na Čistou po rekonstrukci v roce 2021